# Documento de diseño de videojuegos

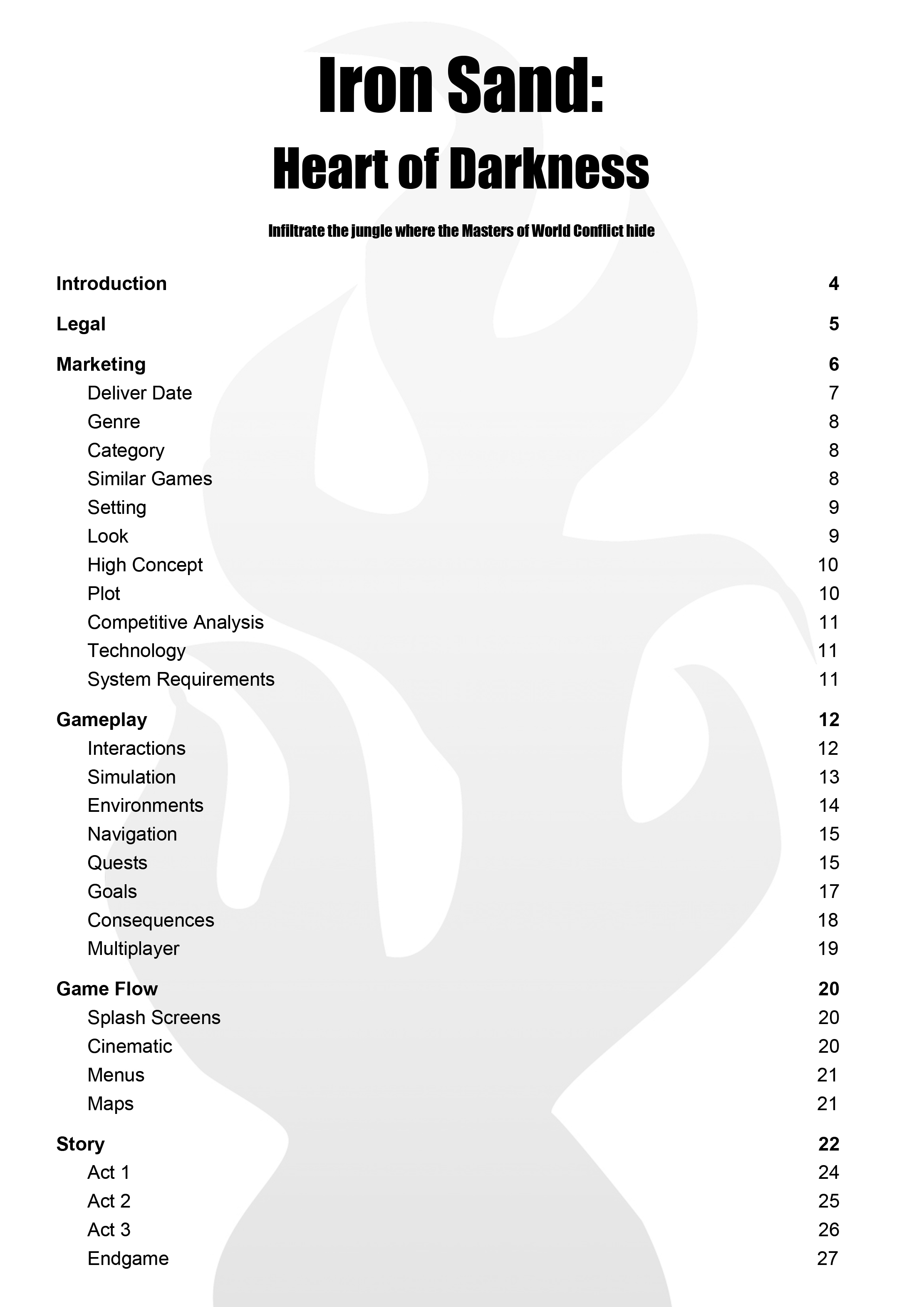
Ejemplo de Documento de Diseño de Videojuego (GDD) del juego Iron Sand: Heart of Darkness.

Un documento de diseño de videojuegos (a menudo abreviado GDD (sigla en inglés para game design document) es un documento vivo de diseño cuyo contenido es altamente descriptivo acerca de un videojuego. Un GDD está creado y editado por el equipo de desarrollo y es principalmente utilizado en la industria de videojuego para organizar esfuerzos dentro de un equipo de desarrollo.  El documento es creado por el equipo de desarrollo como resultado de la colaboración entre sus diseñadores, artistas y programadores. Dicho documento es utilizado como guía durante el proceso de desarrollo del juego. Cuándo un juego es encargado al equipo de desarrollo por una distribuidora de videojuegos, el documento debe ser creado por el equipo de desarrollo y esta normalmente sujeto a la aprobación entre editor y desarrollador; el desarrollador tiene que respetar el GDD durante el proceso de desarrollo.

## Ciclo de vida
Los Desarrolladores de videojuegos pueden producir el documento de diseño de videojuegos en la etapa de preproducción de desarrollo del videojuego—antes o después de una presentación. Antes de la presentación, el documento puede ser conceptual y estar incompleto. Una vez el proyecto ha sido aprobado, el documento es expandido por el desarrollador hasta un punto donde puede guiar exitosamente al equipo de desarrollo. 
Debido al entorno dinámico del desarrollo de videojuegos, el documento es constantemente modificado, revisado y expandido a medida que el desarrollo progresa y los cambios de alcance y dirección son explorados.  Cuando tal, a un documento de diseño de videojuegos es referido a menudo como documento viviente, debido a que es una pieza de trabajo la cual está en continua mejora durante la implementación del proyecto, algunas veces y hasta diariamente.  Un documento puede empezar con solamente esbozos sobre conceptos básicos y devenir hacia el fin del proyecto en una lista completa y detallada acerca de cada aspecto del juego.

## Contenido
Un documento de diseño de videojuegos puede contener texto, imágenes, diagramas, arte conceptual, o cualquier contenido multimedia que logre ilustrar mejor las decisiones de diseño. Algunos documentos de diseño pueden incluir prototipos funcionales o el motor de juego escogido para algunas de las secciones del juego.
A pesar de que se considera un requisito por muchas compañías, un GDD no tiene ninguna forma estándar de la industria. Por ejemplo, los desarrolladores pueden escoger mantener el documento como un documento de texto con formato, o realizarlo en una herramienta de colaboración en línea.

## Estructura
El propósito de un documento de diseño de videojuegos es el de inequívocamente describir acerca de los siguientes apartados: Lugares de venta, audiencia objetivo, jugabilidad, arte, diseño de niveles, historia, personajes, interfaz de usuario, elementos del juego, etc. En corto, cada parte del juego que requiere desarrollo tendría que ser incluido por el desarrollador con suficiente detalle como para que los respectivos desarrolladores  puedan implementar la parte correspondiente. El documento esta expresamente sectionado y dividido de una manera en la que los desarrolladores puedan referir y mantener las partes pertinentes.
La mayoría de los videojuegos requiere una inclusión o variación de las siguientes secciones:
- Historia
- Personajes
- Niveles/desarrollo del entorno
- Jugabilidad
- Arte
- Sonidos y Música
- Interfaz de usuario, Controles
- Accesibilidad[cita requerida]

Esta lista no es obligatoria o aplicable a todos los juegos. Algunas de estas secciones podrían no aparecer en el GDD pero en cambio aparecerían en documentos suplementarios.